# カヤカベ教
カヤカベ教（かやかべきょう）は旧薩摩藩の隠れ念仏信仰から派生した秘教の一派の俗称。鹿児島県霧島市の一部（旧牧園町、横川町）に分布する。

## 牛乳を飲まない小学生
通称「カヤカベ教」といわれる秘密の信仰集団が世間の注目を浴びたのは第二次世界大戦後のことである。調査を行った元龍谷大学学長、千葉乗隆が五木寛之に語ったところによると、鹿児島県旧牧園町の小学校で給食の牛乳をどうしても飲まない児童がいた。不思議に思った担任の教師が家庭に連絡すると、保護者は自分たちの宗派では、日によっては牛乳を飲まない習わしであると答え、日本では珍しい食物タブーを持つ集団の存在が浮かび上がったという。これを機に1964年（昭和39年）、龍谷大学宗教調査班が、鹿児島大学、京都女子大学などの協力を得て、調査に乗り出した。

## 信仰の二重構造
彼らは表向き神道の信者を名乗り「牧園・横川連盟霧島講」と称している。実際、毎年、霧島神宮への参拝を行っている。しかし一般には「カヤカベ」の呼び方で通っている。信仰の実態は親鸞を開祖とする浄土真宗であり、藩政時代に薩摩に広がっていた隠れ念仏から派生したものである。

## 語源
「カヤカベ」の語源については、
- 本尊の阿弥陀如来をカヤブキの壁に隠していたとする説。
- 何もないカヤの壁に向かって礼拝するところからという説。
- 山中にカヤの壁をめぐらして密かに行事を行ったという説がある[3]。

霧島神宮に参拝する際の名乗りは、先述の「牧園・横川連盟霧島講」だが、これは『霧島神宮日誌』によると、昭和8年から用いられている。同日誌では、大正8年に「神戸講」、大正15年に「萱壁組合」、昭和5年に「萱壁講」と記されている。

## タブー
普段から鶏肉や牛肉を食べないタブーをもつが、精進日という特定の日にはさらに厳格な精進をする。
精進日とされているのは、正月、春秋の彼岸、盆、十一月の報恩講、父母の命日と、毎月11、13、16の日である。11,13,16はそれぞれ蓮如、カヤカベ教の近代の教主・吉永親幸、そして親鸞の命日とされる。これらの日には、「生臭いものは食べない」ということで、肉、魚、牛乳、マヨネーズ、さらに牛乳の入った菓子まで食べない。

## 口伝
カヤカベ教では一切文書を用いず、口伝で経文や由来を伝えている。
口伝の一つ「オツタエ」によれば、その始祖は薩摩伊集院生まれの宮原真宅（みやはらしんたく）という人物であるという。宮原は元は山伏で神道にも通じていたが、京都の本願寺へ入り、22年間修行し、「宗教坊（すうきょうぼう）」という名前を与えられた。修行を終えた宗教坊は本願寺から経典を持って薩摩に帰り、地下で浄土真宗の教えを布教していたが、密告されて捕らえられ、処刑された。
その弟子の中から「親元」と呼ばれる教祖が選ばれ、代々隠れ念仏の教えが伝えられた。宗教坊から数えて10代目の親元が吉永親幸（市蔵）という人物で、以後、親元は世襲制に変わる。親幸は厳しい弾圧から逃れるために、京都の本山（本願寺）とのつながりを絶ち、浄土真宗の教えに、地元に伝わる霧島山岳信仰を取り入れ、現在のカヤカベの基礎を作ったという。
口伝には「オツタエ」のほか浄土真宗の正信偈、和讃、領解文などがそろっているが語句が誤って伝わったりしているという。　　

## 組織
真宗と違ってカヤカベは「講」ではなく「郡（こい）」というグループで組織されている。「郡」は親元を中心に中親、郡親、知識、一般教徒という階層になっている。

## 行事
行事は夜十時以降の深夜に行われる。お経を上げていても外部の人が来たらすぐにやめ、その人が帰ってから再開する。大きな行事としては旧正月、春秋の彼岸には親元の家に集まるものが年に数回あり、今は報恩講もそうした行事のときに同時に行っている。年一回の霧島神宮の参拝もいまも続いている。
葬式は、死人が出てすぐの日には、信者だけで「オミカケ」「オマッタテ」という儀式を行う。これは深夜に集まって念仏を唱える。それが終わった後で神主を呼んで改めて神式の葬儀を行う。
行事の勤行には「オツタエ」のほか、「オキョウ」「オナグラ」「オカイゲ」などがある。「オキョウ」は結跏趺坐で誦し、念仏を唱えるときは上体を前後に揺さぶる。そして語られる話の節目節目に、聞き手の「ハイー」という合いの手が入る。

## 近況
かつては、数百戸あったといわれるカヤカベの戸数が高齢化に連れて減少し、精進などの規律もゆるやかになるにつれ、ある程度表に出ることを容認するようになってきている。